# Лісова Тетяна Дмитрівна
Тетяна Лісова (рос. Татьяна Лесовая, 1 січня 1956) — радянська легкоатлетка, олімпійська медалістка.

## Виступи на Олімпіадах
| Олімпіада   | Дисципліна    | Місце |
| ----------- | ------------- | ----- |
| Москва 1980 | метання диска | 3     |